# Newa Talai
Newa Talai è una suddivisione dell'India, classificata come census town, di 4.669 abitanti, situata nel distretto di Udaipur, nello stato federato del Rajasthan. In base al numero di abitanti la città rientra nella classe VI (meno di 5.000 persone).

## Geografia fisica
La città è situata a 24° 22' 04 N e 73° 45' 15 E.

## Società

### Evoluzione demografica
Al censimento del 2001 la popolazione di Newa Talai assommava a 4.669 persone, delle quali 2.460 maschi e 2.209 femmine. I bambini di età inferiore o uguale ai sei anni assommavano a 615, dei quali 330 maschi e 285 femmine. Infine, coloro che erano in grado di saper almeno leggere e scrivere erano 3.207, dei quali 1.931 maschi e 1.276 femmine.